# Parachernes compressus
Parachernes compressus es una especie de arácnido  del orden Pseudoscorpionida de la familia Chernetidae.

## Distribución geográfica
Se encuentra en la La Española y Florida en (Estados Unidos).